# نابغه واقعی
نابغه واقعی (به انگلیسی: Real Genius) فیلمی محصول سال ۱۹۸۵ و به کارگردانی مارتا کولیج است. در این فیلم بازیگرانی همچون وال کیلمر، گابریل جارت، مایکل میرینک، ویلیام آترتون، جون گریس، اد لاتر، پتی دی آبانویلی، سندی مارتین، دین دولین، یوجی اوکاموتو، دبورا فورمن و استیسی پرالتا ایفای نقش کرده‌اند.